# Тайпакский район
Тайпакский район (каз. Тайпақ ауданы) — единица административного деления Уральского округа и Западно-Казахстанской (в 1962—1992 — Уральской) области Казахской ССР (до 1936 — Казакской АССР, с 1991 — Республики Казахстан), существовавшая в 1928—1997 годах. Центр — село Калмыково.

## История
Тайпакский район был образован 17 января 1928 года в составе Уральского округа Казакской АССР. В его состав вошли территории Тайпакской и частей Байгутдинской, Дуанинской и Индервской волостей Джамбейтинского уезда Уральской губернии. Центром района первоначально был назначен посёлок Базар-Чулан, но уже 28 июля 1928 года он был перенесён в урочище Базар-Тюбе.
В 1930 году Уральский округ был упразднён и Тайпакский район перешёл в прямое подчинение Казакской АССР. При этом к нему были присоединены Лбищенский район целиком и части упразднённых Джангалинского и Кара-Тюбинского районов. Центр Тайпакского района был перенесён в посёлок Калмыков. В 1931 году Лбищенский район был вновь выделен из состава Тайпакского района.
20 февраля 1932 года Тайпакский район был отнесён к Западно-Казахстанской области. 19 ноября 1932 года часть территории Тайпакского района была передана в Урало-Эмбинский район. 25 февраля 1933 года часть территории Тайпакского района была передана Калмыковский район.
По данным 1951 года район включал 14 сельсоветов: Актюбинский, Антоновский, Базар-Тюбинский, Есенсайский, Калмыковский, Енсуатский, Кзылжарский, Красноярский, Крык-Кудукский, Курайли-Сайский, Саукудукский, Сартогайский, Тайпакский и Тендикский.
7 мая 1997 года Тайпакский район был упразднён, а его территория передана в Акжаикский район.

## Население
| 1939   | 1959   | 1970   | 1979   | 1989   |
| ------ | ------ | ------ | ------ | ------ |
| 26 004 | 14 679 | 20 258 | 17 257 | 23 890 |

По данным переписи 1939 года национальный состав района был таков: казахи — 80,2 %, русские — 15,2 %, украинцы — 1,8 %, татары — 2,4 %, корейцы — 2,2 %.